# Awake (album Godsmack)
Awake è il secondo album in studio del gruppo musicale statunitense Godsmack, pubblicato il 31 ottobre 2000 dalla Republic Records.
Ha venduto più di due milioni e mezzo di copie solo negli USA e Awake è diventata uno dei loro più famosi successi.

## Tracce
1. Sick of Life – 3:52
2. Awake – 5:04
3. Greed – 3:29
4. Bad Magick – 4:17
5. Goin' Down – 3:24
6. Mistakes – 5:58
7. Trippin' – 4:56
8. Forgive Me – 4:18
9. Vampires – 3:47
10. The Journey – 0:49
11. Spiral – 5:34